# Tintin a jezero žraloků
Tintin a jezero žraloků (ve francouzském originále Tintin et le lac aux requins) je francouzsko-belgický animovaný dobrodružný film z roku 1972 na motivy komiksové série Tintinova dobrodružství, který režíroval Raymond Leblanc. Autorem filmu nebyl Hergé (jenž na něj pouze dohlížel), ale belgický komiksový tvůrce Greg (Michel Regnier), Hergého přítel, jenž byl později adaptován do podoby komiksu, v němž byly jako ilustrace použity statické obrázky z filmu.

## Děj
Jedné noci v belgickém Bruselu se dvojice zločinců nenápadně vloupá do akvária a ukradne velkou cennou perlu. Jakmile hlídači ve službě spatří mušli prázdnou, spěchají spustit poplach. Zločinci využijí nepřítomnosti hlídačů a nenápadně do lastury umístí falešnou perlu, která je stejně velká jako ta pravá. Když se hlídači s ředitelem vrátí a ředitel uvidí falešnou perlu, pomyslí si, že si hlídači vymýšleli. Později však změní názor, protože podobný případ se odehrál v jiném muzeu o dva týdny dříve.
Mezitím Tintin, Filuta a kapitán Haddock dorazí do Syldávie, země Balkánského poloostrova. Přijeli za svým přítelem profesorem Hluchavkou, který si pronajal vilu u jezera, aby zde sestrojil svůj nejnovější vynález. Na letišti narazí na Kadlece a Tkadlece, kteří také míří za Hluchavkou na zvláštní misi.
Čtveřice mužů a pes letí najatým letadlem do Hluchavkova domu, ale během letu se dostanou do potíží s motorem a pilot vyskočí s jediným padákem dostupným na palubě letadla. Tintin se pokusí s letadlem bezpečně přistát, ale skončí na okraji útesu a v plamenech. Zachrání je až pomoc dvou místních dětí, Nika a jeho sestry Nushky, a jejich psa Gustava. Jak se však ukáže, havárie byla záměrně nastražena, protože pilot se spojí se svým nadřízeným („Panem Velkým“/„Králem Žralokem“) pomocí vysílačky, ukryté v dalekohledu, aby mu oznámil, že plán selhal.
Děti své nové přátele svezou na voze. Když se však děti dozvědí, kam mají Tintin a jeho druzi namířeno, varují je, že na jezeře, na jehož dně se nachází staré potopené město, je kletba. Výprava nakonec dorazí do Hluchavkovy vily. Zde jim Hluchavka předvede svůj vynález: kameru, která dokáže promítat holografické obrazy. Jeho konečným cílem je vytvořit stroj, který bude vytvářet skutečné kopie fyzických předmětů. Později při večeři Kadlec a Tkadlec vysvětlí, že sem přijeli jako Hluchavkovi bodyguardi, protože mají podezření, že jeho stroj chce ukrást zločinecká organizace specializující se na výrobu padělků uměleckých děl. Nakonec jdou všichni spát. Uprostřed noci Filuta vzbudí Tintina, protože venku zaslechl nějaký hluk, ale Tintin to ignoruje jako ptačí volání. Ve skutečnosti onen zvuk vydává Hluchavkova hospodyně, madam Fliková, která je také spolčená s „Panem Velkým“.
Druhý den ráno, zatímco Tintin s Nikem a Nushkou prozkoumávají místní krajinu (aniž by věděli, že každý jeho krok sledují kamery) a kapitán s detektivy hrají golf, narazí Filuta na žabího muže, který od madam Blackové získal plány ukradené z Hluchavkovy laboratoře. Muž unikne skokem do jezera, ale Filutovi se podaří ukousnout mu část jedné ploutve. Poté, co kapitán a detektivové řeknou Tintinovi, co se stalo, dá ukousnutou ploutev očichat psům. Zatímco Gustav vede Haddocka k hromadě opuštěných pneumatik, Tintin sleduje Filutu k zakopanému řetězu, za který když zatáhne, otevře se průchod do skryté jeskyně, kam zločinci ukryli ukradené umělecké předměty. Poté, co se Tintin dostane do zapečetěné jeskyně, najde podvodní tunel vedoucí k jezeru. Při cestě jím se Tintin zachytí do drátěné sítě, ale Filuta (který zůstal mimo jeskyni) se potopí, síť překouše a zachrání Tintina před utonutím.
Ve vile mezitím profesor Hluchavka předvádí dětem svůj nový vynález – stroj, který dokáže zkopírovat jakýkoli předmět z kousku speciálního mýdla. Bohužel účinky jsou zatím krátkodobé a zkopírované předměty se brzy promění zpět ve svou původní látku. Zločinci zaútočí na Hluchavku a detektivy za pomocí smíchového plynu a děti odvedou. Tintin a Haddock je pronásledují, ale Nika a Nushku se jim nepodaří zachránit. Zločinci po sobě zanechají na magnetofonu vzkaz od svého vůdce, „Krále Žraloka“, který hrdinům sdělí (hlasem, který je Tintinovi povědomý), že děti dostanou zpět výměnou za Hluchavkův vynález. Výměnu má provést Tintin sám osobně a nemá volat policii.
Tintin, Haddock, Hluchavka a detektivové hledají v domě štěnice a Tintin objeví tajnou chodbu, která vede k vysílačce madam Blackové ukryté v prázdné studni, a madam Blackovou přitom nachytá. Tintin se rozhodne kontaktovat policii a vymyslí lest, aby zahladil stopy. Spolu s Filutou se vydají do místního města a náhodou potkají svou starou známou, operní pěvkyni Biancu Castafiore, která ho sveze svým autem do města a dokonce mu pomůže dostat se na policii. Policejní náčelník si jeho příběh vyslechne, ale je omezen v pravomocech, protože polovina jezera je v jurisdikci Bordurie, rivala Syldávie, a hrozí tak diplomatický incident.
Uplynou dva dny, než se Tintin konečně vrátí do Hluchavkova domu s ponorkou podobající se žralokovi, kterou Hluchavka postavil během pátrání po Pokladu Rudého Rackhama. Plán je takový, že se Tintin setká se zločinci na pláži a Haddock se za ním vydá v ponorce. Na místě setkání zločinci vyzvednou Tintina v ponorce a společně se vydají pod vodu do zatopeného města, kde se nachází jejich základna. Ukáže se, že strůjcem této operace není nikdo jiný než Tintinova nemesis Rastapopoulos, který si nyní říká „Král Žralok“/„Pan Velký“. Rastapopoulos slíbí, že Nika a Nushku osvobodí výměnou za Hluchavkův přístroj, ale děti, aniž by věděly o Tintinově příjezdu, utečou z cely a odjedou podvodním tankem.
Rastapopoulos převezme kontrolu nad tankem pomocí svého počítače, ale pak si na monitoru všimne ponorky kapitána Haddocka a použije tank k vypálení torpéd na Haddocka. To vyvolá boj mezi Tintinem, který se snaží Rastapopoulose zastavit, a ostatními gangstery. Haddockova miniponorka je zasažena, čímž je zablokován její pohon, a tank se zapomocí dálkového ovládání vrátí na základnu. Zatímco čekají na návrat dětí, Rastapopoulos vezme Tintina do své kanceláře a ukazuje mu svou sbírku uměleckých děl a škodolibě se dušuje, že s Hluchavkovým strojem budou moci vytvořit několik kopií všech ukradených mistrovských děl a prodat je za obrovské peníze.
Rastapopoulos vyzkouší Hluchavkův stroj naklonováním krabice od doutníků, ale imitace se ukáže jako velmi nestabilní a rozroste se do obludných rozměrů, přičemž Rastapopoulose a jeho poručíka téměř rozdrtí. Rastapopoulos ve vzteku nařídí zavřít Tintina a děti do komory. Pak se však dozví, že na jezeře hlídkují policejní čluny. Rozhodne se proto základnu evakuovat a nařídí svým mužům, aby odnesli do jeskyně všechna umělecká díla, která má v podvodním městě. Poté nechá zaplavit komnatu, ve které se Tintin s dětmi nachází. Vysoko na stěně se nachází zařízení, které má způsobit likvidaci základny, až jej vodní hladina dosáhne.
Haddockovi se podaří získat zpět kontrolu nad poškozenou ponorkou a vydá se na hladinu, kde se setká s Tkadlecem, Kadlecem a šéfem syldavské policie na hlídkovém člunu. Dole pod hladinou po evakuaci základny Rastapopoulos a jeho poručík odplouvají v ponorce. Tintinovi a dětem se podaří osvobodit a uniknout přechodovou komorou v záchranných vestách těsně před výbuchem. Následně se dostanou na hladinu a připojí se ke svým přátelům a policii. Policie dopadla všechny Rastapopulovy muže, ale sám mozek celé operace již stihl překročit hranice státu ve své ponorce. Protože nejsou syldavskými úředníky, a nejsou tedy vázáni mezinárodními úmluvami, trvají Tintin a Haddock na tom, že se za Rastapopoulosem vydají na motorovém člunu.
Rastapopoulos se snaží proplout podmořským tunelem, ale zapomene zasunout periskop, který narazí na nízkou skálu a rozbije se, což způsobí havárii a zaplavení ponorky. Zločinci se vydají směrem k hladině, ale jakmile se pokusí opustit ztroskotané plavidlo, jsou zajati Tintinem a Haddockem. Nakonec Kadlec a Tkadlec, Hluchavka, Niko, Nushka a Gustav přivítají Tintina, Filutu a Haddocka zpět z mise na ponorkovém plavidle. Rastapopoulos a jeho námořníci jsou nakonec odvezeni syldavskou policií do věznice Klow. Tintin, Filuta a Haddock se vracejí do Hluchavkovy vily a jsou přivítáni velkou oslavou vesničanů, kteří chtějí oslavit konec teroru, který na ně uvalil gang, a Biancou Castafiore, kvůli jíž Haddock z oslavy uteče. Pokusí se v klidu vypít trochu whisky, ale láhev mu zničí dvojčata Tkadlecové hrající golf. Kapitán je zpočátku naštvaný, ale pak se tomu se všemi zasměje.

## Obsazení
| Postava               | Původní hlas     |
| --------------------- | ---------------- |
| Tintin                | Jacques Careuil  |
| Kapitán Haddock       | Claude Bertrand  |
| televizní komentátor  | Pierre Collet    |
| Bianca Castafiore     | Micheline Dax    |
| Roberto Rastapopoulos | Serge Nadaud     |
| uklízečka             | Nathalie Nerval  |
| policejní velitel     | Alain Nobis      |
| Tkadlec               | Guy Piérauld     |
| Kadlec                | Paul Rieger      |
| zločinec s vysílačkou | Michel Thomas    |
| Niko                  | Jacques Vinitzki |
| Nushka                | Marie Vinitzki   |
| Profesor Hluchavka    | Henri Virlojeux  |

### Vedlejší hlasy
- Georges Atlas
- Jacques Balutin
- Nadine Basile
- Edmond Bernard
- Jacqueline Brasseur
- Jacques Ciron
- Jacques Ferriere
- Georges Hubert
- Maurice Nasil
- Nicolas Youmatoff